# الهجر (بني مطر)

تعديل مصدري - تعديل

الهجر هي إحدى قرى عزلة البروية بمديرية بني مطر التابعة لمحافظة صنعاء، بلغ تعداد سكانها 690 نسمة حسب تعداد اليمن لعام 2004.